# Volavka (Pravonín)
Volavka (Duits: Wollawka) is een Tsjechische plaats in de gemeente Pravonín, regio Midden-Bohemen, en maakt deel uit van het district Benešov. Het dorp ligt op 3 kilometer afstand van Pravonín.
Volavka telt 1 inwoner (2021).

## Geografie
De Volaveckýbeek stroomt langs het dorp.

## Geschiedenis
De eerste schriftelijke vermelding van het dorp dateert van 1720.
Sinds 1960 is Volavka volledig ondergebracht bij het district Benešov.

## Verkeer en vervoer

### Autowegen
Er leidt een regionale weg naar het dorp.

### Spoorlijnen
Er is geen station in Volavka. Het dichtstbijzijnde station is in Zdislavice, op zo'n 10,5 kilometer afstand. Dat station ligt aan spoorlijn 222 Benešov - Vlašim - Trhový Štěpánov. De lijn is enkelsporig en werd tussen Benešov en Vlašim in 1895 geopend.

### Buslijnen
Er is één bushalte in de buurt van het dorp:
| Halte             | Lijn(en) | Traject(en)                          | Vervoerder(s) |
| ----------------- | -------- | ------------------------------------ | ------------- |
| Pravonín, Volavka | 458 854  | Vlašim - Mladá Vožice Vlašim - Pacov | CŠAD Benešov  |

## Galerij

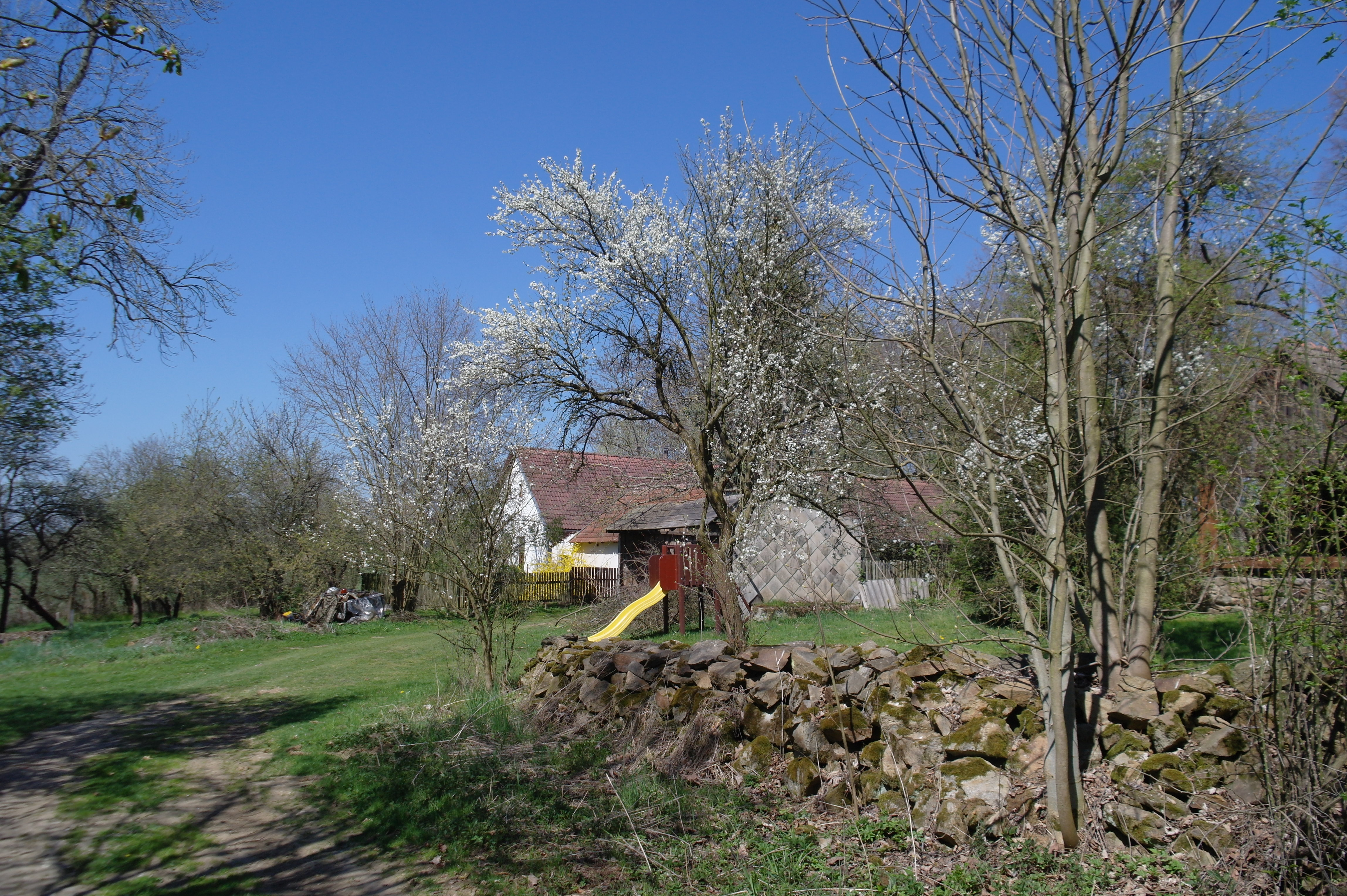
Speeltuintje in het dorp (2019)
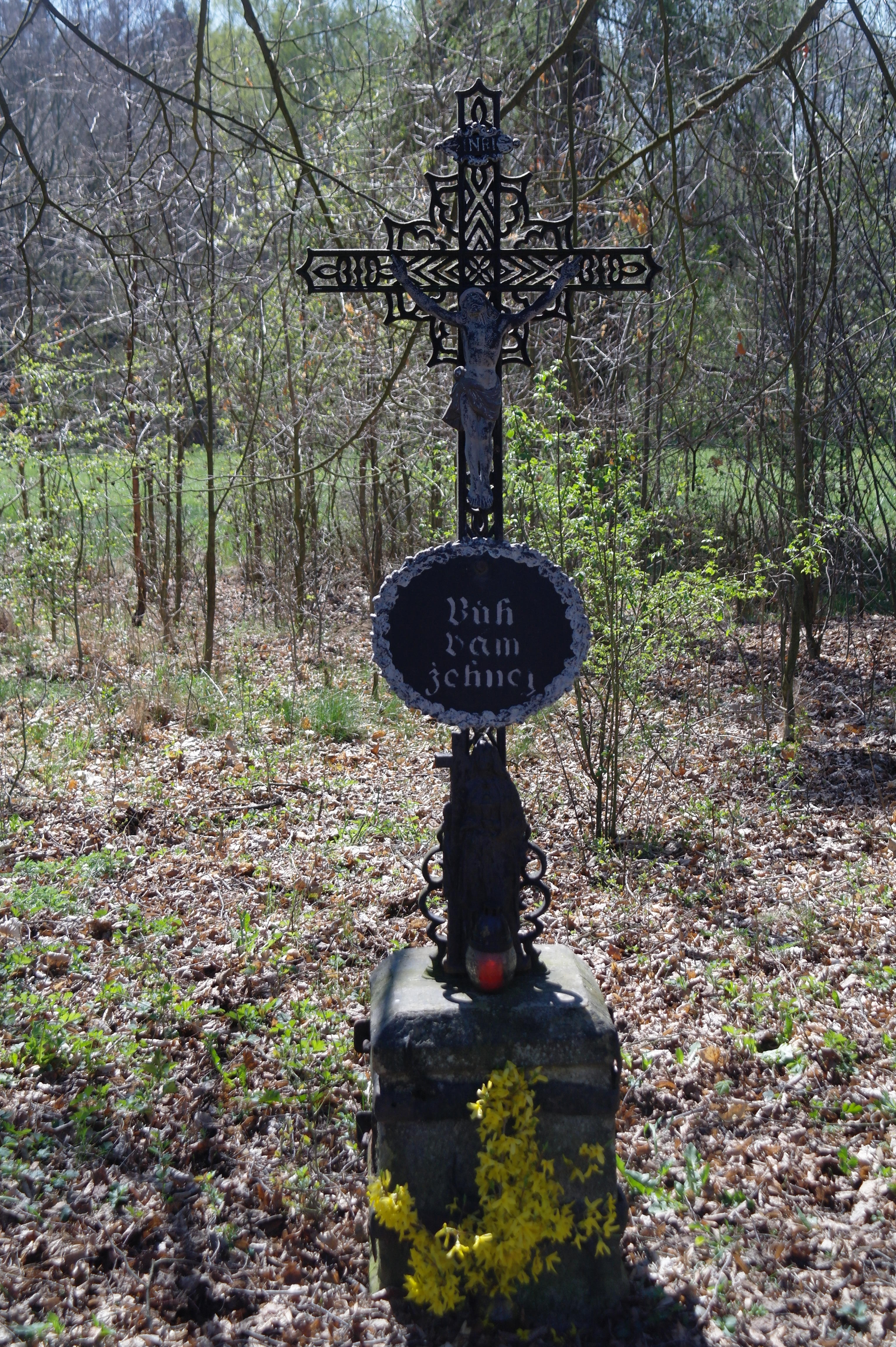
Wegkruis nabij het dorp (2019)